# Рампо (граф Барселоны)
Рампо (Рампон; исп. Rampón, кат. Rampó; умер в 825) — граф Барселоны, Осоны, Жероны и Бесалу с 820 года.

## Биография
Точное происхождение Рампо неизвестно, но судя по всему он был франком. Известно, что он служил ещё императору Карлу Великому. Именно Рампо после смерти Карла в 814 году принёс его наследнику Людовику Благочестивому, который тогда находился в Дуэ, весть о смерти отца.
В 820 году вестгот Санила обвинил в измене графа Барселоны, Жероны и Бесалу Беру. В результате император сместил Беру с поста графа, назначив новым правителем Барселоны, Жероны, Бесалу и Осоны Рампо. Возможно он также получил титул маркграфа.
В 821 году съезд в Ахене принял решение о походе в мусульманские владения. Поход состоялся в 822 году и его возглавил Рампо. В походе участвовал также бывший граф Арагона Аснар I Галиндес, теперь граф Урхеля и Сердани. В результате оказались завоёваны земли до реки Сегре, присоединённые к Франкской империи.
Умер Рампо в 825 году, однако его преемник был назначен только на съезде в Ахене в феврале 826 года.